# Superliga Brasileira de Voleibol Masculino de 2024 - Série B
A Superliga Brasileira de Voleibol Masculino de 2024 - Série B, oficialmente Superliga B Bet7K de 2024 por questões de patrocínio, foi a 13.ª edição desta competição organizada pela Confederação Brasileira de Voleibol (CBV) através da Unidade de Competições Nacionais. Trata-se da segunda divisão da Superliga Brasileira de Voleibol Masculino, a principal competição entre clubes de voleibol masculino do Brasil, que contou com a presença de 12 equipes provenientes de nove estados brasileiros.
A equipe do Goiás Vôlei/Saneago – líder da fase classficatória – conquistou o inédito título da Superliga Série B após vencer o Neurologia Ativa – vice-líder da fase classificatória – e ambas equipes garantiram vagas para a Superliga Série A de 2024–25.

## Formato da disputa
A competição foi disputada em quatro três fases: classificatória, quartas de final, semifinais e final, conforme segue: na fase classificatória as equipes formaram um grupo único, jogando todos contra todos. Nesta fase, a vitória por 3–0 ou 3–1 garantiu três pontos para o vencedor e nenhum ponto para o perdedor. Já com o placar de 3–2, o vencedor da partida garantiu dois pontos e o perdedor um.
As quartas de final foram disputadas pelas quatro equipes entre o 3.º ao 6.º colocadas da fase classificatória, os jogos das serão disputados no sistema de playoff (melhor de três jogos), ou seja, vencedor de 2 partidas. As equipes mais bem colocadas na fase classificatória terão o direito de escolher o dia e horário que jogarão o playoff, dentre os horários oferecidos pela TV e a sequência de mando dos jogos, respeitando-se o ordenamento: 3.º x 6.º e 4.º x 5.º.
As semifinais foram disputada pelas duas equipes vencedoras das quartas de final e as duas equipes mais bem colocadas da fase classificatória, no sistema de playoff (melhor de três jogos), ou seja, vencedor de 2 partidas. O primeiro jogo ocorreu na casa do pior colocado e o segundo e terceiro jogos (se necessário) na casa do melhor colocado da fase classificatória, respeitando-se o ordenamento.
A final foi disputada entre as duas equipes vencedoras da fase semifinal em um único jogo, na casa da equipe vencedora de melhor índice técnico da fase classificatória. A classificação de 3.º e 4.º colocados foi definida em um único jogo, na casa da equipe vencedora de melhor índice técnico da fase classificatória. A classificação do 5.º ao 10.º lugar foi definida de acordo com o índice técnico. 
A equipe vencedora da final será atribuída o título de “Campeã” e a equipe perdedora de “Vice-campeã”. E ambas as equipes terão acesso à Superliga 1XBET 2024-25 desde que cumpram os requisitos da competição. Os clubes com o mesmo CNPJ de uma equipe da Superliga 1XBET, que se sagrar classificada como campeã ou vice-campeã ficará impossibilitada de jogar a Superliga 1XBET 2024-25 e permanece na Superliga B do ano seguinte, e com isso a equipe vencedora da disputa do terceiro lugar terá direito a promoção. Os clubes classificados deverão integrar ao CBC (Comitê Brasileiro de Clubes) para jogar a Superliga 1XBET 2024-25. O Regulamento também prevê cominações legais para atos discriminatórios. 
As duas últimas colocadas da fase classificatória foram rebaixadas para a Série C 2025.

## Equipes participantes
As seguintes equipes se qualificaram para a disputa da Superliga Série B de 2024.
| Equipe                               | Cidade         | Última participação | Temporada 2023                                    |
| ------------------------------------ | -------------- | ------------------- | ------------------------------------------------- |
| América Vôlei Natal/Shiro Sport Club | Natal          | Estreante           | Campeão da Sede Natal na Superliga C              |
| Araucária Vôlei                      | Araucária      | 2023                | 3.º colocado na Superliga B                       |
| Goiás Vôlei/Saneago                  | Goiânia        | 2023                | 5.º colocado na Superliga B                       |
| Juiz de Fora Vôlei                   | Juiz de Fora   | 2022                | Campeão da Sede São Sebastião na Superliga C      |
| Manaus Vôlei                         | Manaus         | 2023                | 6.º colocado na Superliga B                       |
| Maringá Vôlei/Mobifacil              | Maringá        | Estreante           | Campeão da Sede Maringá na Superliga C            |
| Neurologia Ativa                     | Goiânia        | 2023                | 4.º colocado na Superliga B                       |
| Rede CUCA                            | Fortaleza      | 2022                | 12.º colocado na Superliga A                      |
| Sada Cruzeiro Sub21                  | Belo Horizonte | Estreante           | Campeão da Sede Pará de Minas na Superliga C      |
| SESI Bauru B                         | Bauru          | Estreante           | 2.º colocado na Sede Pará de Minas na Superliga C |
| UPIS/Brasília Vôlei                  | Brasília       | 2021                | 11.º colocado na Superliga A                      |
| Voleibol Alta Floresta               | Alta Floresta  | Estreante           | Campeão da Sede Alta Floresta na Superliga C      |

## Critérios para índice técnico
O critério de desempate, na fase classificatória entre duas ou mais equipes, obedecerá aos seguintes critérios pela ordem:
1. Número de vitórias;
2. Razão de sets;
3. Razão de pontos;
4. Confronto direto (caso haja empate entre duas equipes);
5. Sorteio (cujas normas de realização serão definidas pela CBV).[4]

## Fase classificatória
|  | Classificado para as semifinais            |
|  | Classificado para as quartas de final      |
|  | Rebaixado para a Superliga Série C de 2024 |

|     |                         |     | Jogos | Jogos | Jogos | Resultados | Resultados | Resultados | Resultados | Resultados | Resultados | Sets | Sets | Sets  | Pontos | Pontos | Pontos |
| Pos | Equipe                  | Pts | T     | V     | D     | 3–0        | 3–1        | 3–2        | 2–3        | 1–3        | 0–3        | V    | P    | R     | V      | P      | R      |
| --- | ----------------------- | --- | ----- | ----- | ----- | ---------- | ---------- | ---------- | ---------- | ---------- | ---------- | ---- | ---- | ----- | ------ | ------ | ------ |
| 1   | Goiás Vôlei/Saneago     | 30  | 11    | 10    | 1     | 5          | 5          | 0          | 0          | 1          | 0          | 31   | 8    | 3.875 | 975    | 870    | 1.121  |
| 2   | Neurologia Ativa        | 27  | 11    | 9     | 2     | 7          | 2          | 0          | 0          | 1          | 1          | 28   | 8    | 3.500 | 881    | 751    | 1.173  |
| 3   | Rede CUCA               | 26  | 11    | 9     | 2     | 7          | 1          | 1          | 0          | 2          | 0          | 29   | 9    | 3.222 | 925    | 842    | 1.099  |
| 4   | UPIS/Brasília Vôlei     | 21  | 11    | 7     | 4     | 3          | 4          | 0          | 0          | 2          | 2          | 23   | 16   | 1.438 | 908    | 841    | 1.080  |
| 5   | Juiz de Fora Vôlei      | 21  | 11    | 7     | 4     | 2          | 4          | 1          | 1          | 0          | 3          | 23   | 18   | 1.278 | 946    | 923    | 1.025  |
| 6   | Maringá Vôlei/Mobifacil | 16  | 11    | 6     | 5     | 2          | 1          | 3          | 1          | 2          | 2          | 22   | 22   | 1,000 | 970    | 986    | 0.984  |
| 7   | Araucária Vôlei         | 16  | 11    | 5     | 6     | 1          | 3          | 1          | 2          | 3          | 1          | 22   | 23   | 0.957 | 1020   | 1030   | 0.990  |
| 8   | América Vôlei Natal/SSC | 13  | 11    | 4     | 7     | 3          | 1          | 0          | 1          | 3          | 3          | 17   | 22   | 0.773 | 887    | 899    | 0.987  |
| 9   | Voleibol Alta Floresta  | 12  | 11    | 4     | 7     | 1          | 2          | 1          | 1          | 3          | 3          | 17   | 25   | 0.680 | 948    | 978    | 0.969  |
| 10  | Sada Cruzeiro Sub21     | 6   | 11    | 1     | 10    | 0          | 1          | 0          | 3          | 4          | 3          | 13   | 31   | 0.419 | 927    | 1035   | 0.896  |
| 11  | Manaus Vôlei            | 5   | 11    | 2     | 9     | 1          | 0          | 1          | 0          | 3          | 6          | 9    | 29   | 0.310 | 824    | 912    | 0.904  |
| 12  | SESI Bauru B            | 5   | 11    | 2     | 9     | 0          | 1          | 1          | 0          | 2          | 7          | 8    | 30   | 0.267 | 782    | 926    | 0.844  |

- Local: Os times que estão ao lado esquerdo da tabela jogam em casa.
- As partidas seguem o horário local.

### 1ª rodada
| Data   | Hora  |                     | Placar |                         | Set 1 | Set 2 | Set 3 | Set 4 | Set 5 | Total   | Relatório |
| ------ | ----- | ------------------- | ------ | ----------------------- | ----- | ----- | ----- | ----- | ----- | ------- | --------- |
| 11 jan | 19:00 | Manaus Vôlei        | 1–3    | América Vôlei Natal     | 17–25 | 20–25 | 25–17 | 22–26 |       | 84–93   |           |
| 13 jan | 17:00 | UPIS/Brasília Vôlei | 3–0    | Juiz de Fora Vôlei      | 25–16 | 25–23 | 25–17 |       |       | 75–56   |           |
| 13 jan | 19:00 | Araucária Vôlei     | 3–2    | Sada Cruzeiro Sub21     | 18–25 | 25–21 | 19–25 | 25–22 | 15–8  | 102–101 |           |
| 13 jan | 19:00 | Neurologia Ativa    | 3–0    | Voleibol Alta Floresta  | 25–22 | 25–21 | 25–19 |       |       | 75–62   |           |
| 13 jan | 19:00 | Goiás Vôlei/Saneago | 3–1    | Maringá Vôlei/Mobifacil | 19–25 | 25–18 | 25–16 | 25–20 |       | 94–79   |           |
| 15 jan | 20:00 | Rede CUCA           | 3–0    | SESI Bauru B            | 25–20 | 25–22 | 25–16 |       |       | 75–58   |           |

### 2ª rodada
| Data   | Hora  |                         | Placar |                     | Set 1 | Set 2 | Set 3 | Set 4 | Set 5 | Total  | Relatório |
| ------ | ----- | ----------------------- | ------ | ------------------- | ----- | ----- | ----- | ----- | ----- | ------ | --------- |
| 19 jan | 20:00 | Voleibol Alta Floresta  | 3–1    | SESI Bauru B        | 24–26 | 31–29 | 25–22 | 25–19 |       | 105–96 |           |
| 20 jan | 16:00 | Maringá Vôlei/Mobifacil | 3–1    | Araucária Vôlei     | 28–26 | 23–25 | 25–20 | 30–28 |       | 106–99 |           |
| 20 jan | 17:00 | UPIS/Brasília Vôlei     | 3–0    | Manaus Vôlei        | 25–22 | 25–22 | 27–25 |       |       | 77–69  |           |
| 20 jan | 18:00 | Sada Cruzeiro Sub21     | 0–3    | Rede CUCA           | 23–25 | 16–25 | 20–25 |       |       | 59–75  |           |
| 20 jan | 19:00 | Juiz de Fora Vôlei      | 0–3    | Goiás Vôlei/Saneago | 23–25 | 18–25 | 23–25 |       |       | 64–75  |           |
| 20 jan | 20:00 | América Vôlei Natal     | 0–3    | Neurologia Ativa    | 19–25 | 21–25 | 21–25 |       |       | 61–75  |           |

### 3ª rodada
| Data   | Hora  |                     | Placar |                         | Set 1 | Set 2 | Set 3 | Set 4 | Set 5 | Total   | Relatório |
| ------ | ----- | ------------------- | ------ | ----------------------- | ----- | ----- | ----- | ----- | ----- | ------- | --------- |
| 27 jan | 18:00 | Rede CUCA           | 1–3    | UPIS/Brasília Vôlei     | 21–25 | 16–25 | 25–15 | 23–25 |       | 85–90   |           |
| 27 jan | 19:00 | Manaus Vôlei        | 0–3    | Juiz de Fora Vôlei      | 18–25 | 22–25 | 23–25 |       |       | 63–75   |           |
| 27 jan | 19:00 | Goiás Vôlei/Saneago | 3–0    | América Vôlei Natal     | 25–18 | 27–25 | 26–24 |       |       | 78–67   |           |
| 27 jan | 19:00 | Neurologia Ativa    | 3–0    | Maringá Vôlei/Mobifacil | 25–16 | 25–18 | 25–20 |       |       | 75–54   |           |
| 28 jan | 16:00 | Araucária Vôlei     | 2–3    | Voleibol Alta Floresta  | 23–25 | 27–25 | 25–15 | 17–25 | 10–15 | 102–105 |           |
| 28 jan | 19:00 | SESI Bauru B        | 3–2    | Sada Cruzeiro Sub21     | 27–29 | 25–20 | 25–21 | 19–25 | 15–12 | 111–107 |           |

### 4ª rodada
| Data   | Hora  |                         | Placar |                     | Set 1 | Set 2 | Set 3 | Set 4 | Set 5 | Total   | Relatório |
| ------ | ----- | ----------------------- | ------ | ------------------- | ----- | ----- | ----- | ----- | ----- | ------- | --------- |
| 03 fev | 19:00 | Voleibol Alta Floresta  | 1–3    | Rede CUCA           | 21–15 | 23–25 | 25–22 | 23–25 |       | 92–87   |           |
| 03 fev | 19:00 | Manaus Vôlei            | 0–3    | Goiás Vôlei/Saneago | 19–25 | 17–25 | 18–25 |       |       | 54–75   |           |
| 03 fev | 19:00 | Juiz de Fora Vôlei      | 3–2    | Araucária Vôlei     | 25–21 | 25–18 | 22–25 | 21–25 | 15–11 | 108–100 |           |
| 03 fev | 19:30 | Maringá Vôlei/Mobifacil | 3–0    | Sada Cruzeiro Sub21 | 25–14 | 25–21 | 25–21 |       |       | 75–56   |           |
| 03 fev | 20:00 | América Vôlei Natal     | 3–0    | SESI Bauru B        | 25–21 | 25–17 | 25–13 |       |       | 75–51   |           |
| 04 fev | 16:00 | UPIS/Brasília Vôlei     | 0–3    | Neurologia Ativa    | 18–25 | 16–25 | 14–25 |       |       | 48–75   |           |

### 5ª rodada
| Data   | Hora  |                     | Placar |                         | Set 1 | Set 2 | Set 3 | Set 4 | Set 5 | Total | Relatório |
| ------ | ----- | ------------------- | ------ | ----------------------- | ----- | ----- | ----- | ----- | ----- | ----- | --------- |
| 08 fev | 19:30 | Araucária Vôlei     | 3–1    | América Vôlei Natal     | 25–18 | 20–25 | 25–23 | 25–22 |       | 95–88 |           |
| 17 fev | 18:00 | Rede CUCA           | 3–0    | Manaus Vôlei            | 25–20 | 27–25 | 25–22 |       |       | 77–67 |           |
| 17 fev | 18:00 | Sada Cruzeiro Sub21 | 3–1    | Voleibol Alta Floresta  | 19–25 | 25–22 | 25–23 | 25–22 |       | 94–92 |           |
| 17 fev | 19:00 | Goiás Vôlei/Saneago | 3–1    | UPIS/Brasília Vôlei     | 25–23 | 25–16 | 17–25 | 25–20 |       | 92–84 |           |
| 17 fev | 19:00 | Neurologia Ativa    | 3–0    | Juiz de Fora Vôlei      | 25–20 | 25–20 | 25–16 |       |       | 75–56 |           |
| 18 fev | 19:00 | SESI Bauru B        | 0–3    | Maringá Vôlei/Mobifacil | 19–25 | 22–25 | 22–25 |       |       | 63–75 |           |

### 6ª rodada
| Data   | Hora  |                         | Placar |                        | Set 1 | Set 2 | Set 3 | Set 4 | Set 5 | Total   | Relatório |
| ------ | ----- | ----------------------- | ------ | ---------------------- | ----- | ----- | ----- | ----- | ----- | ------- | --------- |
| 08 fev | 20:00 | Juiz de Fora Vôlei      | 3–1    | Sada Cruzeiro Sub21    | 25–27 | 25–23 | 25–22 | 25–20 |       | 100–92  |           |
| 21 fev | 19:00 | Manaus Vôlei            | 1–3    | Araucária Vôlei        | 27–29 | 14–25 | 25–22 | 18–25 |       | 84–101  |           |
| 21 fev | 19:30 | Maringá Vôlei/Mobifacil | 2–3    | Rede CUCA              | 23–25 | 25–20 | 25–19 | 19–25 | 11–15 | 103–104 |           |
| 21 fev | 20:00 | América Vôlei Natal     | 3–0    | Voleibol Alta Floresta | 25–20 | 25–22 | 28–26 |       |       | 78–68   |           |
| 21 fev | 20:00 | Goiás Vôlei/Saneago     | 3–1    | Neurologia Ativa       | 25–21 | 36–34 | 16–25 | 25–23 |       | 102–103 |           |
| 22 fev | 20:30 | UPIS/Brasília Vôlei     | 3–0    | SESI Bauru B           | 25–19 | 25–12 | 25–15 |       |       | 75–46   |           |

### 7ª rodada
| Data   | Hora  |                        | Placar |                         | Set 1 | Set 2 | Set 3 | Set 4 | Set 5 | Total   | Relatório |
| ------ | ----- | ---------------------- | ------ | ----------------------- | ----- | ----- | ----- | ----- | ----- | ------- | --------- |
| 24 fev | 18:00 | Sada Cruzeiro Sub21    | 0–3    | América Vôlei Natal     | 18–25 | 22–25 | 21–25 |       |       | 61–75   |           |
| 24 fev | 19:00 | Neurologia Ativa       | 3–0    | Manaus Vôlei            | 25–15 | 25–18 | 25–22 |       |       | 75–55   |           |
| 25 fev | 16:00 | Araucária Vôlei        | 3–0    | UPIS/Brasília Vôlei     | 25–23 | 25–23 | 25–23 |       |       | 75–69   |           |
| 25 fev | 17:00 | Voleibol Alta Floresta | 2–3    | Maringá Vôlei/Mobifacil | 23–25 | 25–21 | 17–25 | 25–16 | 10–15 | 100–102 |           |
| 25 fev | 18:00 | SESI Bauru B           | 0–3    | Juiz de Fora Vôlei      | 19–25 | 18–25 | 20–25 |       |       | 57–75   |           |
| 25 fev | 19:30 | Rede CUCA              | 3–1    | Goiás Vôlei/Saneago     | 25–23 | 25–21 | 23–25 | 29–27 |       | 102–96  |           |

### 8ª rodada
| Data   | Hora  |                     | Placar |                         | Set 1 | Set 2 | Set 3 | Set 4 | Set 5 | Total   | Relatório |
| ------ | ----- | ------------------- | ------ | ----------------------- | ----- | ----- | ----- | ----- | ----- | ------- | --------- |
| 02 mar | 18:00 | UPIS/Brasília Vôlei | 1–3    | Voleibol Alta Floresta  | 24–26 | 27–29 | 25–15 | 22–25 |       | 98–95   |           |
| 02 mar | 19:00 | Juiz de Fora Vôlei  | 2–3    | Maringá Vôlei/Mobifacil | 30–32 | 18–25 | 30–28 | 27–25 | 11–15 | 116–125 |           |
| 02 mar | 19:00 | Manaus Vôlei        | 3–2    | Sada Cruzeiro Sub21     | 25–22 | 22–25 | 25–22 | 23–25 | 15–9  | 110–103 |           |
| 02 mar | 19:00 | Goiás Vôlei/Saneago | 3–0    | SESI Bauru B            | 25–21 | 25–22 | 25–21 |       |       | 75–64   |           |
| 02 mar | 19:00 | Neurologia Ativa    | 3–1    | Araucária Vôlei         | 25–22 | 22–25 | 27–25 | 25–20 |       | 99–92   |           |
| 02 mar | 20:00 | América Vôlei Natal | 0–3    | Rede CUCA               | 21–25 | 23–25 | 23–25 |       |       | 67–75   |           |

### 9ª rodada
| Data   | Hora  |                         | Placar |                     | Set 1 | Set 2 | Set 3 | Set 4 | Set 5 | Total   | Relatório |
| ------ | ----- | ----------------------- | ------ | ------------------- | ----- | ----- | ----- | ----- | ----- | ------- | --------- |
| 02 mar | 10:00 | Voleibol Alta Floresta  | 1–3    | Juiz de Fora Vôlei  | 20–25 | 25–23 | 23–25 | 23–25 |       | 91–98   |           |
| 02 mar | 10:00 | SESI Bauru B            | 3–1    | Manaus Vôlei        | 16–25 | 25–21 | 25–22 | 26–24 |       | 92–92   |           |
| 02 mar | 10:00 | Sada Cruzeiro Sub21     | 1–3    | UPIS/Brasília Vôlei | 20–25 | 17–25 | 25–22 | 19–25 |       | 81–97   |           |
| 02 mar | 10:00 | Maringá Vôlei/Mobifacil | 3–2    | América Vôlei Natal | 23–25 | 25–23 | 25–17 | 22–25 | 26–24 | 121–114 |           |
| 02 mar | 10:00 | Araucária Vôlei         | 1–3    | Goiás Vôlei/Saneago | 31–29 | 27–29 | 19–25 | 21–25 |       | 98–108  |           |
| 02 mar | 10:00 | Rede CUCA               | 3–0    | Neurologia Ativa    | 25–21 | 27–25 | 25–14 |       |       | 77–60   |           |

### 10ª rodada
| Data   | Hora  |                     | Placar |                         | Set 1 | Set 2 | Set 3 | Set 4 | Set 5 | Total | Relatório |
| ------ | ----- | ------------------- | ------ | ----------------------- | ----- | ----- | ----- | ----- | ----- | ----- | --------- |
| 12 mar | 18:30 | UPIS/Brasília Vôlei | 3–1    | América Vôlei Natal     | 25–23 | 23–25 | 26–24 | 25–23 |       | 99–95 |           |
| 12 mar | 19:30 | Manaus Vôlei        | 3–0    | Maringá Vôlei/Mobifacil | 25–17 | 33–31 | 25–21 |       |       | 83–69 |           |
| 12 mar | 20:00 | Juiz de Fora Vôlei  | 3–1    | Rede CUCA               | 25–19 | 22–25 | 25–16 | 25–23 |       | 97–83 |           |
| 12 mar | 20:00 | Goiás Vôlei/Saneago | 3–0    | Voleibol Alta Floresta  | 25–22 | 25–21 | 25–20 |       |       | 75–63 |           |
| 12 mar | 20:00 | Neurologia Ativa    | 3–1    | Sada Cruzeiro Sub21     | 25–22 | 19–25 | 25–20 | 25–21 |       | 94–88 |           |
| 13 mar | 19:30 | Araucária Vôlei     | 3–1    | SESI Bauru B            | 25–18 | 21–25 | 26–24 | 25–20 |       | 97–87 |           |

### 11ª rodada
| Data   | Hora  |                         | Placar |                     | Set 1 | Set 2 | Set 3 | Set 4 | Set 5 | Total  | Relatório |
| ------ | ----- | ----------------------- | ------ | ------------------- | ----- | ----- | ----- | ----- | ----- | ------ | --------- |
| 17 mar | 18:00 | Rede CUCA               | 3–0    | Araucária Vôlei     | 25–19 | 25–21 | 25–19 |       |       | 75–59  |           |
| 17 mar | 18:00 | SESI Bauru B            | 0–3    | Neurologia Ativa    | 20–25 | 18–25 | 18–25 |       |       | 56–75  |           |
| 17 mar | 18:00 | Sada Cruzeiro Sub21     | 1–3    | Goiás Vôlei/Saneago | 27–29 | 15–25 | 27–25 | 22–25 |       | 91–104 |           |
| 17 mar | 18:00 | Voleibol Alta Floresta  | 3–0    | Manaus Vôlei        | 25–20 | 25–23 | 25–20 |       |       | 75–63  |           |
| 17 mar | 18:00 | Maringá Vôlei/Mobifacil | 1–3    | UPIS/Brasília Vôlei | 10–25 | 18–25 | 25–21 | 19–25 |       | 72–96  |           |
| 17 mar | 18:00 | América Vôlei Natal     | 1–3    | Juiz de Fora Vôlei  | 18–25 | 28–26 | 20–25 | 21–25 |       | 87–101 |           |

## Playoffs
|  | Quartas de final        | Quartas de final    | Quartas de final    | Quartas de final    |                     |                     | Semifinal | Semifinal      | Semifinal      | Semifinal      |                |   | Final | Final | Final | Final |
|  |                         |                     |                     |                     |                     |                     |           |                |                |                |                |   |       |       |       |       |
|  |                         |                     |                     |                     |                     |                     |           |                |                |                |                |   |       |       |       |       |
|  |                         |                     |                     |                     |                     |                     |           |                |                |                |                |   |       |       |       |       |
|  | UPIS/Brasília Vôlei     | 3                   | 1                   | 3                   |                     |                     |           |                |                |                |                |   |       |       |       |       |
|  | UPIS/Brasília Vôlei     | 3                   | 1                   | 3                   |                     |                     |           |                |                |                |                |   |       |       |       |       |
|  | Juiz de Fora Vôlei      | 1                   | 3                   | 0                   |                     |                     |           |                |                |                |                |   |       |       |       |       |
|  | Juiz de Fora Vôlei      | 1                   | 3                   | 0                   | Goiás Vôlei/Saneago | Goiás Vôlei/Saneago | 3         | 3              |                |                |                |   |       |       |       |       |
|  |                         |                     |                     |                     | Goiás Vôlei/Saneago | Goiás Vôlei/Saneago | 3         | 3              |                |                |                |   |       |       |       |       |
|  |                         |                     | UPIS/Brasília Vôlei | UPIS/Brasília Vôlei | 0                   | 1                   |           |                |                |                |                |   |       |       |       |       |
|  |                         |                     | UPIS/Brasília Vôlei | UPIS/Brasília Vôlei | 0                   | 1                   |           |                |                |                |                |   |       |       |       |       |
|  |                         |                     |                     |                     |                     |                     |           |                |                |                |                |   |       |       |       |       |
|  |                         |                     |                     |                     |                     |                     |           |                |                |                |                |   |       |       |       |       |
|  | Goiás Vôlei/Saneago     | Goiás Vôlei/Saneago | Goiás Vôlei/Saneago | 3                   |                     |                     |           |                |                |                |                |   |       |       |       |       |
|  | Goiás Vôlei/Saneago     | Goiás Vôlei/Saneago | Goiás Vôlei/Saneago | 3                   |                     |                     |           |                |                |                |                |   |       |       |       |       |
|  |                         | Neurologia Ativa    | Neurologia Ativa    | Neurologia Ativa    | 1                   |                     |           |                |                |                |                |   |       |       |       |       |
|  |                         | Neurologia Ativa    | Neurologia Ativa    | Neurologia Ativa    | 1                   |                     |           |                |                |                |                |   |       |       |       |       |
|  |                         |                     |                     |                     |                     |                     |           |                |                |                |                |   |       |       |       |       |
|  |                         |                     |                     |                     |                     |                     |           |                |                |                |                |   |       |       |       |       |
|  | Neurologia Ativa        | Neurologia Ativa    | 3                   | 3                   |                     |                     |           |                |                |                |                |   |       |       |       |       |
|  | Neurologia Ativa        | Neurologia Ativa    | 3                   | 3                   |                     |                     |           |                |                |                |                |   |       |       |       |       |
|  |                         |                     | Rede CUCA           | Rede CUCA           | 0                   | 1                   |           | Terceiro lugar | Terceiro lugar | Terceiro lugar | Terceiro lugar |   |       |       |       |       |
|  | Rede CUCA               | 2                   | Rede CUCA           | Rede CUCA           | 0                   | 1                   | 3         | Terceiro lugar | Terceiro lugar | Terceiro lugar | Terceiro lugar | 3 |       |       |       |       |
|  | Rede CUCA               | 2                   |                     |                     |                     |                     | 3         |                |                |                |                | 3 |       |       |       |       |
|  | Maringá Vôlei/Mobifacil | 3                   | 0                   | 1                   |                     |                     |           |                |                |                |                |   |       |       |       |       |
|  | Maringá Vôlei/Mobifacil | 3                   | 0                   | 1                   | Rede CUCA           | Rede CUCA           | Rede CUCA | 2              |                |                |                |   |       |       |       |       |
|  |                         |                     |                     |                     |                     |                     |           |                |                |                |                |   |       |       |       |       |
|  | UPIS/Brasília Vôlei     | UPIS/Brasília Vôlei | UPIS/Brasília Vôlei | 3                   |                     |                     |           |                |                |                |                |   |       |       |       |       |
|  | UPIS/Brasília Vôlei     | UPIS/Brasília Vôlei | UPIS/Brasília Vôlei | 3                   |                     |                     |           |                |                |                |                |   |       |       |       |       |

### Quartas de final
| Data   | Hora  |                     | Placar |                     | Set 1 | Set 2 | Set 3 | Set 4 | Set 5 | Total  | Relatório |
| ------ | ----- | ------------------- | ------ | ------------------- | ----- | ----- | ----- | ----- | ----- | ------ | --------- |
| 23 mar | 20:00 | Juiz de Fora Vôlei  | 1–3    | UPIS/Brasília Vôlei | 29–31 | 22–25 | 25–19 | 22–25 |       | 98–100 |           |
| 29 mar | 20:00 | UPIS/Brasília Vôlei | 1–3    | Juiz de Fora Vôlei  | 23–25 | 25–15 | 25–15 | 25–22 |       | 98–77  |           |
| 31 mar | 17:00 | UPIS/Brasília Vôlei | 3–0    | Juiz de Fora Vôlei  | 25–23 | 25–23 | 25–15 |       |       | 75–61  |           |

| Data   | Hora  |                         | Placar |                         | Set 1 | Set 2 | Set 3 | Set 4 | Set 5 | Total   | Relatório |
| ------ | ----- | ----------------------- | ------ | ----------------------- | ----- | ----- | ----- | ----- | ----- | ------- | --------- |
| 21 mar | 21:00 | Maringá Vôlei/Mobifacil | 3–2    | Rede CUCA               | 29–27 | 24–26 | 25–20 | 20–25 | 15–8  | 113–106 |           |
| 29 mar | 18:30 | Rede CUCA               | 3–0    | Maringá Vôlei/Mobifacil | 25–23 | 25–20 | 25–18 |       |       | 75–61   |           |
| 31 mar | 18:00 | Rede CUCA               | 3–1    | Maringá Vôlei/Mobifacil | 25–22 | 25–21 | 28–30 | 25–22 |       | 103–95  |           |

### Semifinal
| Data   | Hora  |                     | Placar |                     | Set 1 | Set 2 | Set 3 | Set 4 | Set 5 | Total | Relatório |
| ------ | ----- | ------------------- | ------ | ------------------- | ----- | ----- | ----- | ----- | ----- | ----- | --------- |
| 11 abr | 18:00 | UPIS/Brasília Vôlei | 0–3    | Goiás Vôlei/Saneago | 25–27 | 21–25 | 18–25 |       |       | 64–77 |           |
| 16 abr | 20:00 | Goiás Vôlei/Saneago | 3–1    | UPIS/Brasília Vôlei | 23–25 | 25–14 | 25–19 | 25–20 |       | 98–78 |           |

| Data   | Hora  |                  | Placar |                  | Set 1 | Set 2 | Set 3 | Set 4 | Set 5 | Total  | Relatório |
| ------ | ----- | ---------------- | ------ | ---------------- | ----- | ----- | ----- | ----- | ----- | ------ | --------- |
| 11 abr | 21:00 | Rede CUCA        | 0–3    | Neurologia Ativa | 25–27 | 23–25 | 19–25 |       |       | 67–77  |           |
| 17 abr | 20:00 | Neurologia Ativa | 3–1    | Rede CUCA        | 25–20 | 26–28 | 25–22 | 25–16 |       | 101–86 |           |

### Terceiro lugar
| Data   | Hora  |           | Placar |                     | Set 1 | Set 2 | Set 3 | Set 4 | Set 5 | Total   | Relatório |
| ------ | ----- | --------- | ------ | ------------------- | ----- | ----- | ----- | ----- | ----- | ------- | --------- |
| 24 abr | 19:00 | Rede CUCA | 2–3    | UPIS/Brasília Vôlei | 23–25 | 25–23 | 25–20 | 22–25 | 11–15 | 106–108 |           |

### Final
| Data   | Hora  |                     | Placar |                  | Set 1 | Set 2 | Set 3 | Set 4 | Set 5 | Total | Relatório |
| ------ | ----- | ------------------- | ------ | ---------------- | ----- | ----- | ----- | ----- | ----- | ----- | --------- |
| 24 abr | 20:00 | Goiás Vôlei/Saneago | 3–1    | Neurologia Ativa | 25–18 | 20–25 | 26–24 | 25–20 |       | 96–87 |           |

## Classificação final
| Posição           | Equipe                  | Classificação/rebaixamento   |
| ----------------- | ----------------------- | ---------------------------- |
| Medalha de ouro   | Goiás Vôlei/Saneago     | Superliga Série A de 2024–25 |
| Medalha de prata  | Neurologia Ativa        | Superliga Série A de 2024–25 |
| Medalha de bronze | UPIS/Brasília Vôlei     | Superliga Série B de 2025    |
| 4                 | Rede CUCA               | Superliga Série B de 2025    |
| 5                 | Juiz de Fora Vôlei      | Superliga Série B de 2025    |
| 6                 | Maringá Vôlei/Mobifacil | Superliga Série B de 2025    |
| 7                 | Araucária Vôlei         | Superliga Série B de 2025    |
| 8                 | América Vôlei Natal     | Superliga Série B de 2025    |
| 9                 | Voleibol Alta Floresta  | Superliga Série B de 2025    |
| 10                | Sada Cruzeiro Sub21     | Superliga Série B de 2025    |
| 11                | Manaus Vôlei            | Superliga Série C de 2024    |
| 12                | SESI Bauru B            | Superliga Série C de 2024    |

## Premiação
| Superliga Série B de 2024                |
| Goiás                                    |
| ---------------------------------------- |
| Goiás Vôlei/Saneago Campeão (1.º título) |